# Rudy Fernández
Pour les articles homonymes, voir Fernández.
Rodolfo Fernández Farrés (né le 4 avril 1985 à Palma de Majorque), plus connu sous le nom de Rudy Fernández, est un joueur espagnol de basket-ball, évoluant au poste d'arrière. Il est détenteur de deux titres mondiaux (en 2006 et 2019) et de quatre titres européens (2009, 2011, 2015 et 2022). Il remporte également deux médailles d'argent aux Jeux olympiques de 2008 et ceux de 2012 ainsi que d'une médaille de bronze aux Jeux olympiques de 2016.
Il est le frère cadet de Marta Fernández, également internationale espagnole de basket-ball.

## Biographie

### Europe

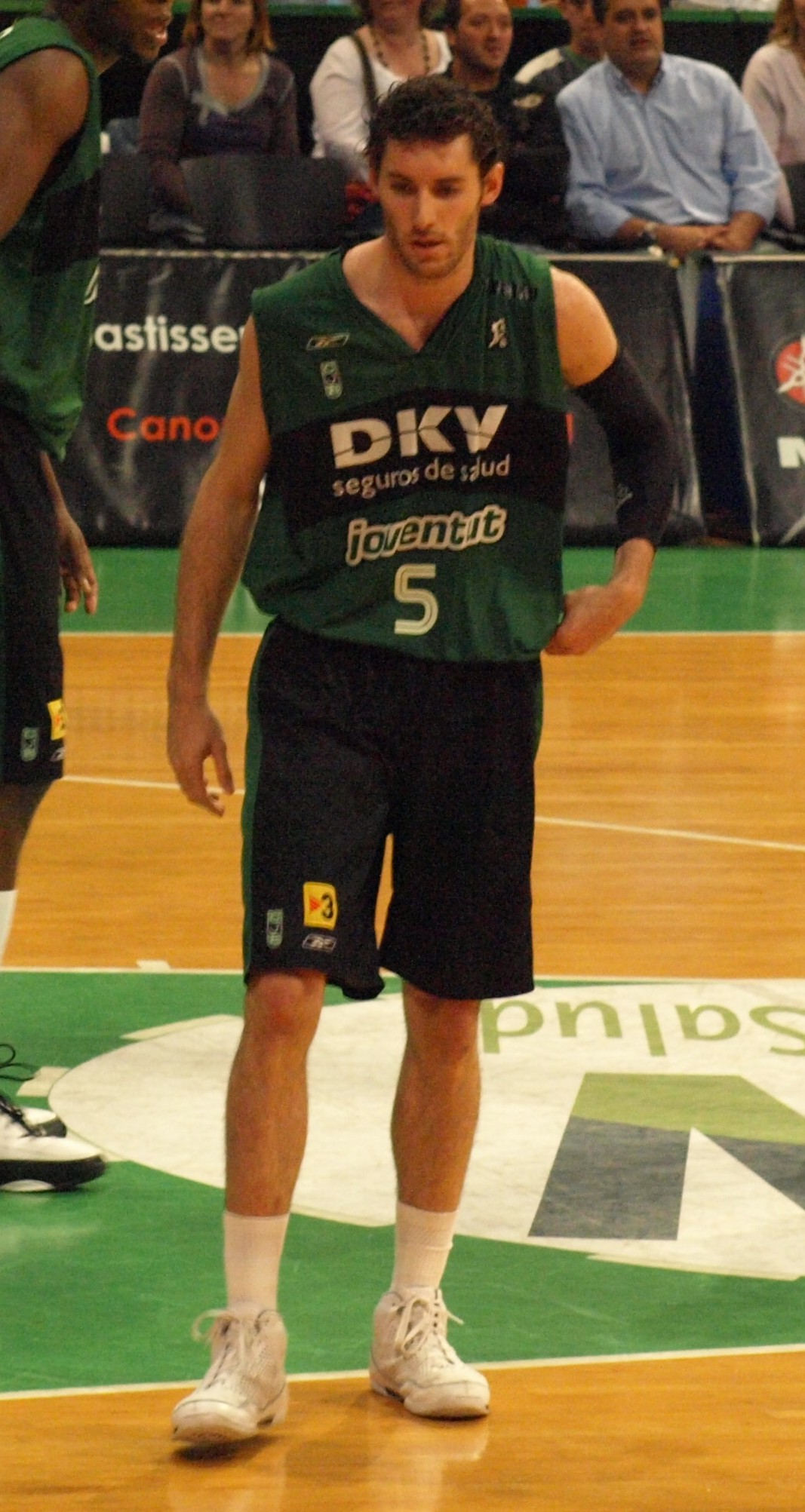
Rudy Fernández sous les couleurs de Badalone

Rejoignant le club de Badalone à l'âge de 14 ans, il fait ses débuts en Liga ACB avec ce dernier club à l'âge de 17 ans. C'est l'arrivée de l'entraîneur Aíto qui lui offre sa véritable place au sein de l'effectif.
La première saison d'Aíto au club voit celui-ci atteindre la finale de la Coupe du Roi. Fernández, avec 15,7 points, 5,7 rebonds et 2,7 passes de moyenne sur les trois matchs de la phase finale qui se déroule à Valence, se voit décerner le titre de MVP.
En 2006, il obtient son premier trophée en remportant l'Eurocup FIBA, face au club russe de BC Khimki Moscou. Ce titre s'accompagne du titre de MVP pour Fernández.
Lors de la saison 2006-07, il obtient la possibilité de se frotter aux meilleurs joueurs du continent en disputant l'Euroligue. Ses performances au sein de celle-ci, qui viennent confirmer ses performances avec la sélection nationale lors du Championnat du monde 2006 au Japon, lui valent d'être choisi par la Fédération internationale de basket-ball amateur, (FIBA), le 18 janvier 2007, comme meilleur jeune joueur européen de l'année 2006, succédant à ce palmarès au grec Níkos Zísis.
En 2007, il est sélectionné en 24e position lors de la draft de la NBA par les Suns de Phoenix, qui transfèrent aussitôt ses droits à la franchise de Portland.
Il décide de rester à Badalone, désireux de prouver qu'il est devenu le meilleur joueur de la Liga ACB. Toutefois, afin de ne pas se fermer les possibilités de rejoindre la National Basketball Association (NBA), il repousse les offres de l'autre club catalan, le FC Barcelone qui lui aurait un contrat plus intéressant financièrement mais des restrictions plus importantes.
Avec Badalone, il remporte un premier trophée pour la saison 2007-08 en remportant la Coupe du Roi, terminant pour la deuxième MVP de la compétition. Lors de la finale face au Tau Vitoria, il réussit ainsi 32 points, .
Puis lors de la phase finale de la Coupe ULEB 2008 qui se déroule à Turin sous la forme d'un Final 8, il conduit de nouveau son club à la victoire, face à un autre club espagnol, Girona. Il est de nouveau élu meilleur joueur de la phase finale.
Il échoue toutefois dans sa tentative à remporter le titre de MVP de la Liga ACB, le titre étant remporté par le joueur de CB Girona Marc Gasol, les deux joueurs dominant la saison avec cinq titres de joueur du mois pour Gasol contre deux à Fernández - seul le premier mois de compétition échouant à l'un de ses deux joueurs. Tous deux font partie du cinq majeur de la compétition dont le seul non espagnol est le Brésilien Marcelinho Huertas, les deux autres joueurs étant Ricky Rubio et Felipe Reyes. La Joventut, deuxième de la phase régulière, s'incline en demi-finale des playoffs face au FC Barcelone.

### NBA

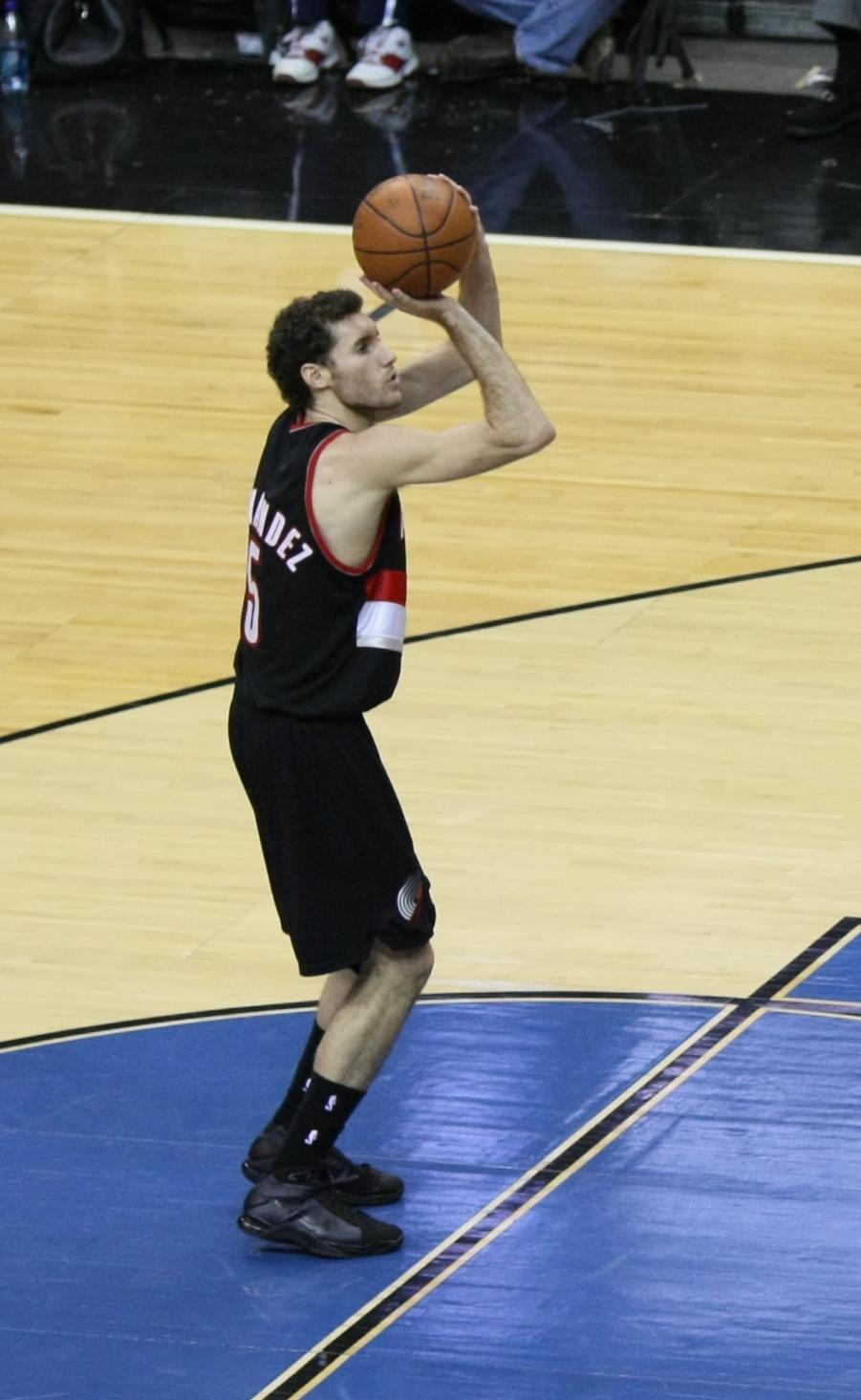
Rudy Fernández sous le maillot des Traiblazers.

En 2008, Rudy Fernández rejoint la franchise NBA des Trailblazers de Portland. Pour sa première année en NBA, il évolue au côté du Français Nicolas Batum, mais également au côté de quelques grands noms tel que Brandon Roy ou Greg Oden. À mi-saison, le rookie tourne à environ 11,0 points par match, 2,1 passes décisives et 3,1 rebonds en 26 minutes de jeu en moyenne. 
En janvier 2009, Rudy est sélectionné après un vote sur le site officiel de la NBA comme représentant rookie au Slam Dunk Contest. Il termine finalement quatrième de ce concours remporté par Nate Robinson. Lors du match opposant les rookies aux Sophomores (deuxième saison en NBA), rencontre remportée 122 à 116 par les joueurs de deuxième année, il inscrit 14 points, capte 4 rebonds et délivre 3 passes en 22 minutes 17. Rudy Fernández termine sa saison régulière avec des moyennes de 10,4 points, 2,7 rebonds, 2 passes en 25 minutes 6. Il établit un nouveau record de tirs à trois points réussis, 159, battant le record précédent de 158 de Kerry Kittles qui date de la saison 1995-1996. Il figure dans la NBA All-Rookie Second Team où figure également son compatriote Marc Gasol. Il dispute sa première série de playoffs face aux Rockets de Houston : ceux-ci se qualifient pour le tour suivant en s'imposant quatre à deux. Il présente des moyennes de 7,5 points, 2,8 rebonds et 1 passe en 27 minutes. Sa meilleure performance est de 17 points, 3 passes et 2 interceptions lors de la troisième rencontre, perdue 86 à 83.
Avant le début de la saison suivante, la franchise de Portland annonce qu'elle lève l'option sur la troisième saison de Fernández - dans le même temps, la franchise annonce la même chose pour le Français Nicolas Batum et Jerryd Bayless la levée de l'option sur la quatrième année de Greg Oden. Sa seconde saison est légèrement moins bonne sur le plan statistique : il perd un peu plus de deux minutes et ses statistiques sont de 8,1 points, 2,6 rebonds, 2 passes, et 1 interception. Les blazers se qualifient de nouveau pour les playoffs mais s'inclinent de nouveau au premier tour, face aux Suns de Phoenix sur le score de quatre à deux. La meilleure performance de Fernández est 16 points et ses moyennes sur la série sont de 6,8 points, 1,7 rebond, 1,3 passe décisivev en 19 minutes 8.
Mécontent de son temps de jeu et de la place qui lui est attribuée - il ne figure que deux fois dans le cinq majeur lors des 62 rencontres de phase régulière qu'il dispute - il alimente les rumeurs lors de l'intersaison 2010, demandant à faire l'objet d'un transfert ou même d'être libéré de son contrat pour retourner en Europe. Il est d'ailleurs sanctionné d'une amende de 25 000 dollars pour déclarations publiques préjudiciables à la NBA. Fernández reste finalement à Portland où il dispute sa troisième saison dans la ligue américaine. Celle-ci est sensiblement identique à celle de la saison précédente en termes de statistiques : il est titulaire à trois reprises sur les 78 rencontres de la saison régulière et présente des moyennes de 8,6 points, 2,2 rebonds et 2,5 passes en 23 minutes 3. Il établit un nouveau record de points en carrière avec 26 points. Portland affronte les Mavericks de Dallas lors du premier tour des playoffs mais comme les deux saisons précédentes, la série s'arrête lors du troisième match. Rudy Fernández n'apporte que peu de solutions à son équipe depuis le banc : ses statistiques s'effondrent par rapport à la saison régulière avec 2,8 points, 2,0 rebonds et 0,8 passe en 13 minutes 5.
Le 23 juin 2011, Rudy Fernández quitte Portland pour rejoindre les Mavericks de Dallas dans un échange qui voit également Andre Miller rejoindre les Nuggets de Denver, Raymond Felton quittant ceux-ci pour Portland, le no 26 de la draft, Jordan Hamilton passant lui de Dallas à Portland. Le 20 septembre 2011, en raison du lock-out en NBA, il s'engage avec le Real Madrid jusqu'à la fin de cette grève. Lors de l'annonce de la fin du lock-out, il annonce son désir de rester au Real. Quelques jours plus tard, les Mavericks annoncent son transfert, avec Corey Brewer pour les Nuggets de Denver. Avec ce club, il présente sensiblement les mêmes statistiques que la saison précédente avec 8,6 points, 1,8 rebond, 2,1 passes et 1 interception en 22 minutes 9. Il dispute 31 rencontres, dont une en tant que titulaire, avant de se blesser lors d'une rencontre contre Dallas, cette blessure nécessitant une opération du dos. Début juillet, Denver décide de ne pas faire de Rudy Fernández un unrestricted free agent ce qui lui permet d'envisager de rejoindre l'Espagne comme c'est son souhait.

### Retour en Europe
À l'été 2012, il revient jouer en Europe au Real Madrid. Fernández est nommé co-MVP des 3e et 7e journées de la phase régulière de l'Euroligue de basket-ball 2012-2013, MVP de la 6e journée du Top 16 et de la première journée des quarts de finale,,,. Fernández est nommé dans le meilleur cinq de la compétition mais le Real échoue en finale de l'Euroligue face à l'Olympiakós. Dans les compétitions espagnoles, il remporte tout d'abord la Supercoupe d'Espagne, remportant le titre de MVP, puis la Liga Endesa face à Barcelone lors de l'ultime manche de la finale. Il figure dans le premier cinq de la liga Endesa.
Lors de la saison suivante, en 2013-2014, Fernández est nommé meilleur joueur de la 3e journée du Top 16 de l'Euroligue en janvier 2014 avec une évaluation de 30 (24 points à 4 sur 7 à deux points et 4 sur 6 à trois points, ainsi que 5 rebonds et 3 passes décisives) lors d'une victoire du Real face au Bayern Munich. Il est aussi nommé meilleur joueur de la 11e journée du Top 16 avec une évaluation de 33 dans une victoire face au CSKA Moscou. Il marque 28 points à 5 sur 9 à deux points et 4 sur 7 à trois points, prend 4 rebonds et fait 3 passes décisives et 4 interceptions. Dans les compétitions espagnoles, Fernández est nommé meilleur joueur de la Liga lors de la 30e journée. À la fin de la saison, il est nommé dans le meilleur cinq de la Liga avec ses coéquipiers Nikola Mirotić et Sergio Rodríguez ainsi que Justin Doellman et Romain Sato de Valencia BC.
Lors de la saison 2014-2015, Fernández est nommé meilleur joueur de la 6e journée du Top 16 de l'Euroligue. Lors de la large victoire du Real sur le FC Barcelone (97-73), Fernández réalise une évaluation de 38 : il marque 22 à  6 sur 7 au tir, prend 9 rebonds et fait 5 passes décisives. Fernández est nommé meilleur joueur du mois de février en Euroligue. En Liga ACB, Fernández est nommé meilleur joueur de la Liga lors de la 22e journée, ex æquo avec Vojdan Stojanovski.
En janvier 2020, il renouvelle son contrat avec le Real Madrid jusqu'en 2022. En juillet 2023, il signe une extension d'un an avec le club madrilène. Le 4 avril 2024, il annonce mettre un terme à sa carrière à l'issue de la saison,.

### Sélection espagnole
Fernández a connu toutes les sélections de jeunes espagnoles, avant de rejoindre la sélection nationale en 2004, disputant sa première rencontre face à la Croatie le 27 juillet. Il fait partie du groupe qui participe aux Jeux olympiques 2004 d'Athènes. L'année suivante, la sélection espagnole échoue en demi-finale face à l'Allemagne de Dirk Nowitzki, puis lors du match pour la médaille de bronze face à la France.
Pour le mondial 2006 au Japon, il apporte une contribution importante, 9,1 points par matchs, à la victoire finale de la sélection ibérique.
La compétition internationale suivante est primordiale pour le basket-ball espagnol : le championnat d'Europe se dispute en effet en Espagne et la sélection a la lourde responsabilité de remporter le titre européen. L'Espagne échoue en finale face à la Russie. Lors de cette compétition, Fernández apporte 9,9 points, 2 rebonds et 1,4 passe décisive en 20 minutes.

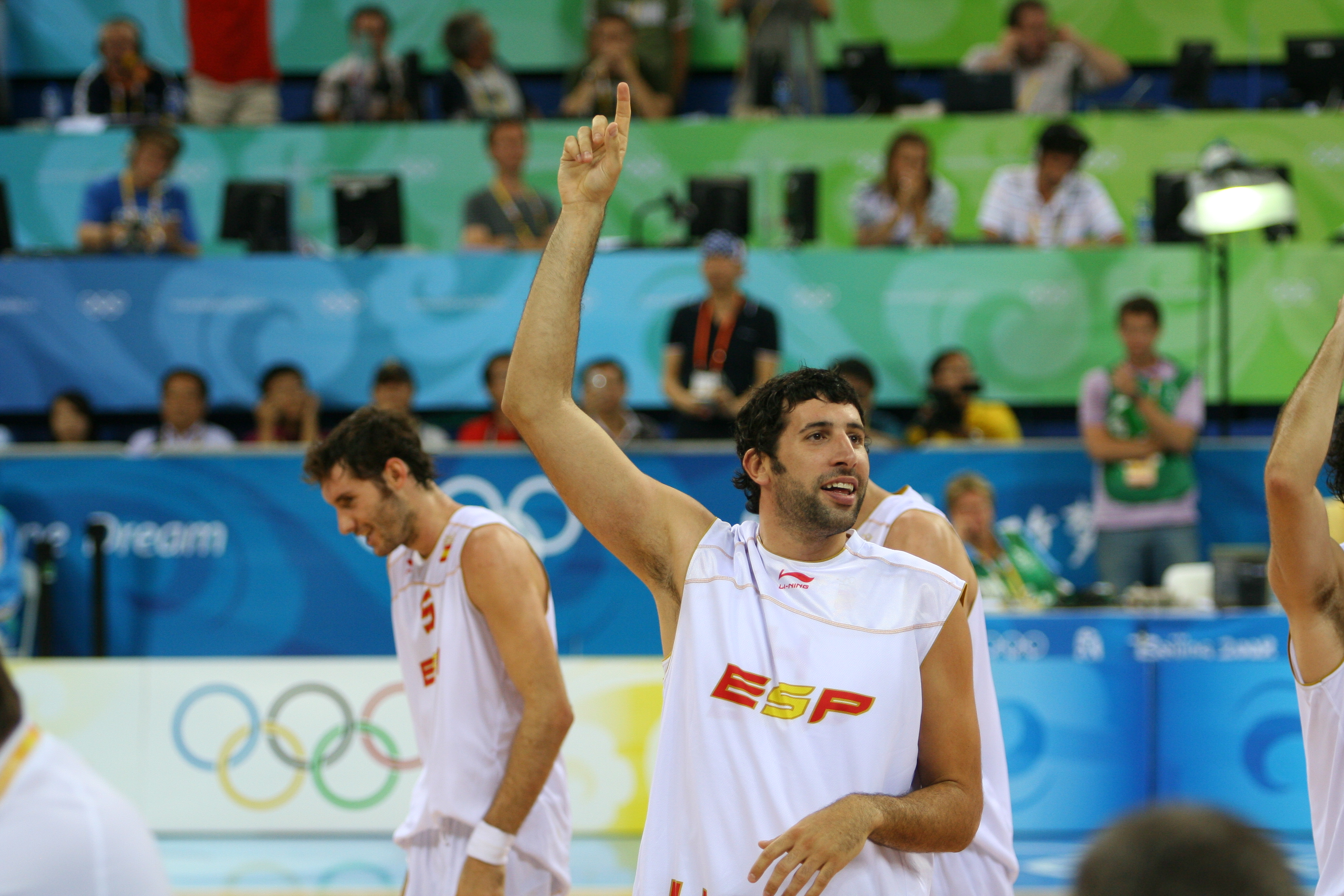
Álex Mumbrú, levant la main au premier plan, et Rudy Fernández, au second plan, lors des jeux de Pékin.

Fernández fait de nouveau partie de l'équipe sélectionnée pour défendre les couleurs espagnoles lors des Jeux olympiques 2008 de Pékin. Lors des derniers matchs de la compétition, en demi-finale face à la Lituanie - remportée sur le score de 91 à 86 - puis lors de la finale - perdue face à la sélection américaine sur le score de 118 à 107, il présente des statistiques de 18 points et 4 rebonds puis de 22 points, 2 rebonds et 2 passes. En finale, où il se fait remarquer par un dunk spectaculaire au-dessus de Dwight Howard, il est le meilleur marqueur espagnol avec 22 points malgré un temps de jeu limité à 18 minutes en raison du nombre de fautes. Sur l'ensemble de la compétition, ses moyennes sont de 13,1 points, 3,5 rebonds et 2,1 passes. Il est le deuxième marqueur - derrière Pau Gasol - et le deuxième passeur - derrière Ricky Rubio - de son équipe.
Lors de la compétition suivante, le championnat d'Europe 2009, Rudy Fernández occupe de nouveau une position importante au sein de la sélection espagnole : il est de nouveau le second marqueur - 9,9 contre 18,8 à Pau Gasol - et passeur - 1,4 derrière les 2,2 passes de Gasol - de son équipe. Il est également récompensé par une nomination dans le meilleur cinq de la compétition aux côtés de Pau Gasol, du Serbe Miloš Teodosić, du Slovène Erazem Lorbek et du Grec Vasílios Spanoúlis. Après un début de compétition ponctué de deux défaites - contre la Serbie au premier tour et la Turquie au second - l'Espagne remporte aisément ses rencontres de la phase finale : 20 points face à la France, 18 contre la Grèce et 22 en finale contre la Serbie.
L'Espagne, malgré l'absence de Pau Gasol, qui a préféré s'abstenir de compétition - figure parmi les prétendantes à sa succession lors du mondial 2010 en Turquie. Elle s'incline à deux reprises lors du premier tour, puis, après avoir éliminé la Grèce en huitième de finale, s'incline face à la Serbie en quart de finale sur un tir à trois points de Miloš Teodosić. L'Espagne termine finalement sixième d'une compétition où Fernández inscrit 15,6 points, capte 6 rebonds et délivre 1,7 passe.
Rudy Fernández voit sa préparation pour le championnat d'Europe 2011 perturbée par une blessure au coude occasionnée lors d'un match contre la Slovénie,. Lors de l'Euro, l'Espagne débute par quatre victoires, Fernández s'avérant particulièrement efficace en défense lors de la rencontre face à la Grande-Bretagne en limitant Luol Deng à 17 points mais avec un 4 sur 12 aux tirs. Elle subit ensuite deux défaites, face à la Turquie puis l'Allemagne, avant de s'imposer nettement face à la Serbie et la France. Lors de la phase finale, elle s'impose 86 à 64 face à la Slovénie puis 92 à 80 face à la Macédoine. L'Espagne gagne la finale face à la France sur le score de 98 à 85, remportant ainsi un deuxième titre consécutif, fait qui n'avait plus été réalisé depuis la victoire de la 1997 par la Yougoslavie. Fernández réalise 14 points, 4 rebonds et 1 passe lors de cette rencontre. Il se distingue surtout par une faute importante sur Tony Parker en première mi-temps. Sur l'ensemble de la compétition, il inscrit 8,2 points, capte 3,4 rebonds, délivre 3 passes, réussit 1,5 interception en 25 minutes 4.
Une blessure au dos en mars, qui nécessite une intervention chirurgicale, semble mettre un terme aux ambitions de Rudy Fernández de disputer les Jeux olympiques de Londres. Toutefois, en juin, il est bien présent dans la liste des sélectionnés par le sélectionneur Sergio Scariolo. Le mauvais rapport qu'il entretient avec l'équipe de France se prolonge lors du match de préparation entre les deux équipes : il est expulsé avec Mickael Gelabale en raison d'échange de coups. L'Espagne, qui est le principal adversaire désigné pour les Américains, perd le quatrième match de poule, face à la Russie sur le score de 77 à 74. Lors du match suivant, les Espagnols perdent face au Brésil 88 à 82, avec un 31 à 16 concédé sur le dernier quart-temps, cette défaite les opposant aux Français en quart de finale, mais surtout leur permet de ne pas affronter les Américains avant la finale,. Rudy Fernández ne dispute que 19 minutes lors de cette rencontre, alors qu'il joue près de 30 minutes depuis le troisième match, ne marque aucun point, capte 1 rebond et délivre 2 passes. Lors du quart de finale, Les Espagnols se défont des Français sur le score de 66 à 59. Fernández joue 30 minutes, pour des statistiques de 9 points, avec 3 sur 4 à deux points mais 0 sur 5 à trois points, 4 rebonds et 3 passes. Après avoir pris sa revanche face à la Russie en demi-finale, victoire 67 à 59, l'Espagne affronte en finale les États-Unis. Parvenant longtemps à rester au contact, 83 à 82 en faveur des Américains après le troisième quart-temps, les Espagnols s'inclinent finalement 107 à 100, Fernández inscrivant 14 points, captant 6 rebonds, 1 passe, mais 5 fautes, principalement pour arrêter les contre-attaques américaines.
Avec l'absence de nombreux joueurs majeurs, Pau Gasol, Juan Carlos Navarro, Serge Ibaka et Felipe Reyes, Rudy Fernández est le capitaine de la Roja qui a l'ambition de remporter un troisième titre consécutif lors du championnat d'Europe 2013. Comme lors des dernières compétitions, l'Espagne perd lors du premier tour, 78 à 69 face à la Slovénie, Fernández marquant 5 points, 1 sur 4 aux tirs, et prenant 4 rebonds. Malgré 20 points, à 7 sur 12 dont 2 sur 5 à trois points, 1 rebond, 4 passes en 33 minutes de Fernández, l'Espagne s'incline lors de la première rencontre du second tour face à la Grèce. L'Espagne termine quatrième de son groupe après une victoire face à la Finlande puis une défaite face à l'Italie, deux rencontres où Fernández marque 6 puis 4 points. En quart de finale, elle s'impose aisément face à la Serbie, 90 à 60, les statistiques de Fernández sur la rencontre étant de 19 points, 4 rebonds et 1 passe. L'équipe d'Espagne est de nouveau confrontée dans une rencontre décisive face à la France. Mais, cette fois, ce sont les Français qui s'imposent 75 à 72 après prolongation. Les Espagnols remportent la médaille de bronze en s'imposant 92 à 66 face à la Croatie avec 8 points, 4 rebonds et 3 passes de Fernández.
Il fait partie de l'équipe d'Espagne entraînée par Sergio Scariolo qui remporte le bronze aux Jeux olympiques de 2016.

### Style de jeu
Son jeu est caractérisé par sa capacité extraordinaire de saut, qu'il accompagne avec une habilité dans ses mains, lui permettant de bien dunker. Il est ainsi sélectionné pour le concours de dunk de la NBA de 2009. Cette sélection est obtenue par l'intermédiaire d'un vote des fans pour accompagner les trois autres joueurs sélectionnés par la NBA : Nate Robinson, Dwight Howard et Rudy Gay, finalement remplacé par J. R. Smith en raison d'une blessure. Rudy Fernández termine quatrième, Nate Robinson étant designé vainqueur à la suite d'un vote des fans par SMS.

## Clubs
- 2001-2008 :  Joventut de Badalone.
- 2008-2011 :  Trail Blazers de Portland.
- 2011 :  Real Madrid.
- 2011-2012 : Nuggets de Denver.
- 2012-2024 :  Real Madrid.

## Palmarès

### Club

#### Compétitions internationales
- Vainqueur de l'Euroligue en 2015, 2018 et 2023.
- Vainqueur de l'Eurocoupe en 2006.
- Vainqueur de la Coupe ULEB en 2008.

#### Compétitions nationales
- Champion d'Espagne 2013, 2015, 2016, 2018, 2019 et 2022.
- Vainqueur de la Coupe du Roi en 2008, 2014, 2015, 2016, 2017, 2020 et 2024
- Finaliste de la Coupe du Roi en 2004.
- Vainqueur de la Supercoupe d'Espagne en 2012 (saison 2012-2013)[28].

### Sélection nationale
- Tournoi olympique

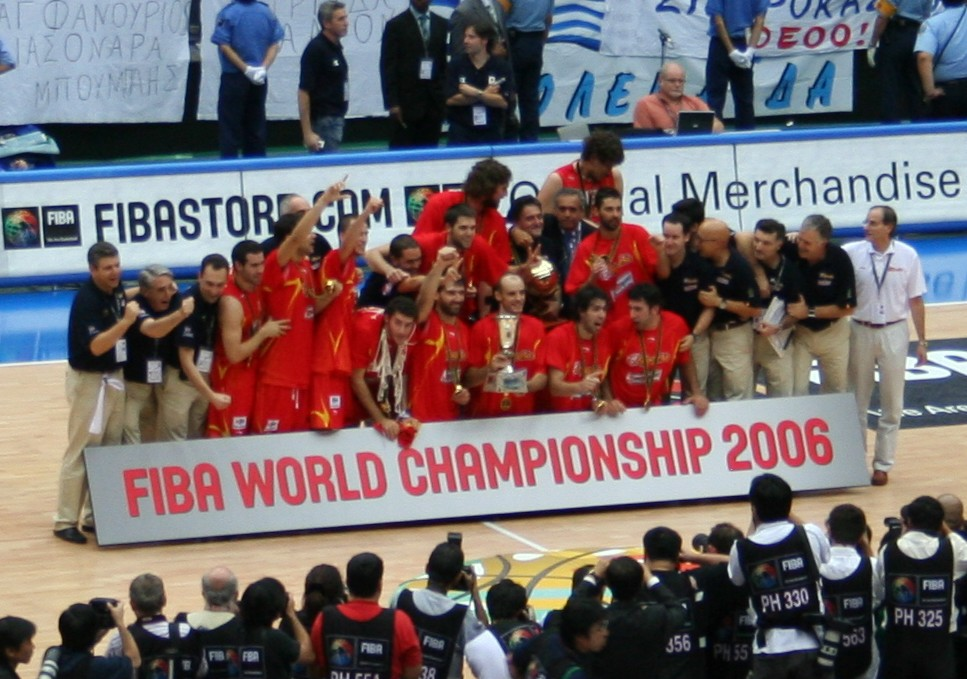
L'Espagne, championne du monde 2006

  -  Médaille d'argent aux Jeux olympiques 2008 à Pékin.
  -  Médaille d'argent aux Jeux olympiques 2012 de Londres.
  -  Médaille de bronze aux Jeux olympiques 2016 de Rio de Janeiro.
- Championnat du monde
  -  Médaille d'or du Championnat du monde 2006 au Japon.
  -  Médaille d'or du Coupe du monde 2019 en Chine.
- Championnat d'Europe
  -  Médaille d'argent au Championnat d'Europe 2007.
  -  Médaille d'or au Championnat d'Europe 2009.
  -  Médaille d'or au Championnat d'Europe 2011.
  -  Médaille d'or au Championnat d'Europe 2015.
  -  Médaille d'or au Championnat d'Europe 2022.
  -  Médaille de bronze au Championnat d'Europe 2013.
- compétitions de jeunes
  -  Médaille de bronze des championnats d'Europe cadet en 2001 à Rīga.

### Distinctions personnelles
Rudy Fernández remporte de nombreuses distinctions individuelles au cours de sa carrière. Avec les sélections nationales espagnoles, il est nommé dans le cinq du Championnat d'Europe 2009.
Il est aussi récompensé lorsqu'il évolue avec ses clubs. Sous le maillot de la Joventut, il est récompensé en obtenant les titres de MVP de la Coupe du Roi lors des éditions de 2004 et 2008. Il termine à deux reprises dans le cinq majeur de la Liga, en 2007, 2008. Il est également récompensé lors de compétitions européennes avec le titre de meilleur joueur de la finale de l'Eurocoupe en 2006. Cette même année, il est désigné meilleur jeune joueur européen de l'année 2006,. Il est ensuite désigné meilleur joueur du Final 8 de la Coupe ULEB 2008.
Lors de son passage en NBA, il est sélectionné dans la NBA All-Rookie Second Team en 2009.
Revenu en Europe pour évoluer avec le Real Madrid, il figure dans le premier cinq de l'Euroligue en 2013. Dans les compétitions espagnoles, il est d'abord désigné MVP de la Supercoupe d'Espagne 2012-2013 puis, en fin de saison, il termine pour la troisième fois de sa carrière dans le premier cinq de la ligue espagnole, devenue la liga Endesa. Il est aussi dans le meilleur cinq la saison suivante.
Fernández est élu meilleur joueur de la finale lors de la saison 2017-2018.

## Vie privée
Il se marie avec la Miss Espagne 2000 Helen Lindes en 2015.